# Adrián Rubalcava Suárez
Adrián Rubalcava Suárez (Ciudad de México, 29 de enero de 1977) es un político mexicano, Ha sido miembro del PRD, PRI, Partido Verde Ecologista de México y actualmente de morena. Fue jefe delegacional de Cuajimalpa de Morelos de 2012 a 2015 y primer alcalde de la misma demarcación de 2018 a 2021 reeligiéndose del 2021 al 2024.' El 1.º de noviembre de 2024 fue nombrado por la Presidenta de la Republica y el actual  Secretario de Seguridad y Protección Ciudadana del Gobierno de México, Mtro. Omar Hamid García Harfuch, como Titular de la Unidad de Políticas y Estrategias para la Construcción de Paz con Entidades Federativas y Regiones. (Las Mesas de Paz son las encargadas de coordinar los trabajos entre el Gobierno Federal y los Gobiernos Estatales, con la finalidad de pacificar el país, ya sea a través de la estrategia de seguridad nacional o de la distribución de programas sociales u obras públicas. Actualmente las mesas de Paz son coordinadas por la Secretaría de Gobernación, la Secretaría de Seguridad Pública, el Ejército y la Armada de México). Desde el 6 de mayo de 2025 es el director del Sistema de Transporte Colectivo Metro. El Metro de la CDMX  es el sistema de movilidad más importante a nivel nacional, ya que mueve a más de 5 millones de personas diarias, lo que lo hace el medio de transporte más importante del país, su operación es considerada como un tema de seguridad nacional desde los incidentes del 2021. Cuenta con más de 19,600 empleados y 5,600 elementos de seguridad pública.      El congreso ha solicitado que el nombramiento del titular sea a través del voto de los legisladores, tema que aún se discute en Donceles. 

## Primeros años
Adrián Rubalcava Suárez nació el 29 de enero de 1977 en la Ciudad de México. Estudió la licenciatura en Derecho en la Universidad Anáhuac y la maestría en Administración Pública en el Instituto Nacional de Administración Pública. Asimismo, es egresado del Colegio Militar de Infantería de Marina en Texas, Estados Unidos.
Tiene diplomados en Pena de Muerte o Derecho a la Vida y en Administración Pública, ambos por la Universidad Anáhuac, Seguridad Pública por el Federal Bureau of Investigation (FBI) y Gobernanza Digital por el Instituto Nacional de Administración Pública (INAP).
De 2006 a 2008 fue Director Jurídico y de Gobierno del Distrito Federal y de 2009 a 2012 fue director general de Fomento Económico del Gobierno del Distrito Federal.

## Trayectoria política
En las elecciones del Distrito Federal de 2012 fue electo jefe delegacional de Cuajimalpa de Morelos con el 36,9 % de los sufragios a su favor. Ejerció el cargo del 1 de octubre de 2012 al 15 de septiembre de 2015. En las elecciones del Distrito Federal de 2015 fue electo diputado de la VII Legislatura de la Asamblea Legislativa del Distrito Federal en representación del distrito 20 de la entidad.
En las elecciones de la Ciudad de México de 2018 fue electo alcalde de Cuajimalpa con el apoyo del 37,6 % de los sufragios. En las elecciones de la Ciudad de México de 2021 fue reelecto en el cargo con el 63.8% de los sufragios emitidos. El 7 de noviembre de 2023 pidió licencia de su cargo por dos semanas para buscar la nominación de su partido a Jefe de Gobierno de la Ciudad de México.
El 5 de noviembre de 2023, Adrián Rubalcava se postuló como aspirante a la candidatura de Jefe de Gobierno de la Ciudad de México por la coalición «Va por la CDMX», integrada por el Partido Acción Nacional (PAN), el Partido Revolucionario Institucional (PRI) y el Partido de la Revolución Democrática (PRD). Inicialmente la coalición contempló designar a su candidato a través de una encuesta precedida por un conjunto de debates entre los interesados en la postulación.
Sin embargo, el 17 de noviembre del mismo año la alianza descartó ese método y seleccionó al panista Santiago Taboada como su candidato a la jefatura de gobierno. Al día siguiente, Rubalcava anunció su renuncia al PRI en protesta por la imposición de Taboada como candidato. El 14 de diciembre se incorporó a la campaña presidencial de Claudia Sheinbaum, candidata del partido Morena.